# Parto con mamma
Parto con mamma (The Guilt Trip) è un film del 2012 diretto da Anne Fletcher, con protagonisti Barbra Streisand e Seth Rogen.

## Trama
Andy Brewster è un inventore laureato in chimica che vive a Los Angeles. Di recente, ha messo a punto un nuovo detergente totalmente organico, ma non ha trovato ancora nessuno disposto a comprarlo. Dopo l'ennesimo deludente incontro di lavoro, decide di far visita a sua madre Joyce nel New Jersey prima di intraprendere un viaggio di attraversamento del paese per raggiungere Las Vegas. In seguito Andy, decide di fare una sosta a San Francisco dove ancora vive un'ex fiamma della madre, Andrew Margolis e invita la sua inconsapevole madre in viaggio, sostenendo che vuole passare un po' di tempo con lei.
Il viaggio diventa rapidamente difficile per Andy perché sua madre continua a intervenire nella sua vita. Dopo che la loro macchina si guasta nel Tennessee, Joyce chiama l'ex ragazza di Andy, Jessica, con la quale Joyce insiste che Andy dovrebbe tornare insieme, per farle visita. A casa di Jessica, ormai incinta e sposata, rivela che Andy le aveva chiesto di sposarla ma lei aveva rifiutato, scioccando Joyce, che credeva che Andy avesse problemi a fare proposte alle donne. Joyce si scusa e Andy accetta a malincuore. In Texas Andy ha un incontro con il dirigente di Costco, Ryan McFeer, ma Joyce rimane alla riunione e lo critica.
In un ristorante il giorno successivo i due si scusano e Andy rivela che non è mai riuscito a vendere il suo prodotto, come invece le aveva detto. Qui Joyce partecipa a una sfida per mangiare bistecche dove viene notata dall'uomo d'affari Ben Graw. Joyce, che non ha mai avuto una relazione dopo la morte del marito, rifiuta l'offerta e Ben si limita a lasciare il suo numero e le chiede di chiamare se ci ripensa.
A Las Vegas, Joyce si diverte così tanto che chiede ad Andy di lasciarla mentre visita San Francisco, costringendolo a rivelare che non ci sono vendite a San Francisco e lui l'ha invitata solo per farla incontrare Andrew Margolis. Joyce è molto sconvolta perché credeva che Andy l'avesse invitata perché in realtà voleva passare del tempo con lei. Andy va a fare la sua presentazione di lavoro, ma scopre che il suo discorso basato su fatti scientifici annoia i dirigenti collegati in videoconferenza e li rende disinteressati. Quindi vede Joyce che assiste e segue il suo consiglio facendo appello alla sicurezza e bevendo il suo stesso prodotto, dimostrando che è biologico e sicuro per i bambini. Successivamente il CEO di rete si avvicina a lui e mostra interesse al prodotto. Più tardi Andy e Joyce decidono di visitare la casa di Andrew Margolis.
Tuttavia, quando arrivano vengono informati dal figlio di Andrew, Andrew Margolis Jr., che Andy ha erroneamente cercato al posto del padre, che suo padre è morto cinque anni fa. Dopo aver visto il dolore di Joyce, li invita a entrare, dove viene a sapere che suo padre e Joyce erano vicini. Chiede se il padre di Andrew l'ha mai menzionata, ma lui dice di non averlo mai fatto poiché ha confidato solo informazioni personali alla madre, che è assente. Tuttavia gli presenta sua sorella che si chiama anche lei Joyce. Joyce è felicissima per questo dato perché è convinta che si dà ai tuoi figli il nome di qualcuno che si ama veramente, così come lei aveva dato il nome a suo figlio Andy, alias Andrew.
Successivamente madre e figlio si separano all'aeroporto di San Francisco. Andy per fare la sua prossima presentazione e Joyce per tornare nel New Jersey dove organizzerà un appuntamento con Ben Graw.

## Promozione
Il primo trailer del film è stato diffuso online il 4 ottobre 2012.

## Distribuzione
Il film è stato distribuito nelle sale statunitensi in concomitanza con le festività natalizie, il 19 dicembre 2012. In Italia è uscito direttamente per il mercato home-video il 19 giugno 2013.

## Critica
Il film ha ricevuto durante l'edizione dei Razzie Awards 2012 una nomination come Peggior attrice per Barbra Streisand.